# کمبریج آدیو
کمبریج آدیو (انگلیسی: Cambridge Audio) شرکت الکترونیک بریتانیایی است، که در سال ۱۹۶۸ تأسیس شد.